# Араминас, Альгирдас
Альгирдас Араминас (лит. Algirdas Araminas; 1 июля 1931, Паневежис — 12 июля 1999, Вильнюс) — литовский советский кинорежиссёр, кинооператор.

## Биография
Родился в 1931 году в городе Паневежис.
В 1957—1958 годах — главный оператор Комитета по радио и телевидению при Совете Министров Литовской ССР.
С 1958 года — оператор, затем — режиссёр Литовской киностудии.
Умер в 1999 году в Вильнюсе.

## Фильмография
Режиссёр
- 1966 — Ночи без ночлега / Naktys be nakvynės
- 1967 — Найди меня / Surask mane
- 1968 — Когда я был маленьким / Kai aš mažas buvau
- 1971 — Маленькая исповедь / Maža išpažintis
- 1973 — Счастливый невезучий человек / Laimingas laimės neradęs
- 1976 — Долгое путешествие к морю / Ilga kelionė prie jūros
- 1978 — Смилуйся над нами / Pasigailėk mūsų
- 1980 — Андрюс / Andrius
- 1984 — Свадьба в лесу / Vestuvės girioje
- 1986 — Поехал поезд в Бульзибар / Traukinys į Bulzibarą
- 1988 — Железная принцесса / Geležinė princesė

Оператор
- 1959 — Соловушка / Lakštingala — новелла в киноальманахе «Живые герои»
- 1961 — Чужие / Svetimi
- 1963 — Хроника одного дня / Vienos dienos kronika
- 1969 — Июнь, начало лета / Birželis, vasaros pradžia